# Maidan, Drohobîci
Maidan (în ucraineană Майдан) este localitatea de reședință a comunei Maidan din raionul Drohobîci, regiunea Liov, Ucraina.

## Demografie
Componența lingvistică a localității Maidan
     Ucraineană (99,42%)
     Alte limbi (0,29%)
Conform recensământului din 2001, majoritatea populației localității Maidan era vorbitoare de ucraineană (99,42%), existând în minoritate și vorbitori de alte limbi.